# Карчево (Архангельская область)
Карчево — деревня в Холмогорском районе Архангельской области.

## География
Находится в центральной части Архангельской области на расстоянии приблизительно 4 км на юго-запад по прямой от села Емецк на правом берегу реки Емца.

## История
В 1859 году здесь (тогда деревня Холмогорского уезда Архангельской губернии) было учтено 3 двора. До 2015 года входила в Зачачьевское сельское поселение, с 2015 по 2022 в Емецкое сельское поселение до его упразднения.

## Население
Численность населения: 18 человек (1859 год), 0 как в 2002 году, так и в 2019.